# Safevizi
Safevizi este o dinastie care a apărut în orașul Ardabil din Iran anul 1501
Pentru prima dată limba azeră a fost proclamată limba de stat, iar Iranul a fost convertit de la islamul sunnit la islamul șiit. La fel ca regele Uzun Hasan (Hasan cel Înalt) Aggoiunlu, nepotul său Ismayîl I erau rude cu Comnenii din Trapezunt. Atunci era vorba de o coaliție impotriva otomanilor la care urmau trebuia să participe Cilicia și Georgia. Unirea Azerbaidjanului a fost realizată de Ismayıl I Safevi (1501-1524), reprezentantul unei familii suverane foarte cunoscute din ținutul Ardebil din sudul Azerbaidjanului, care va înființa statul Safevizilor (1501-1723).
În secolul XVI țarul Ivan cel Groaznic a încercat să intre în Caucaz, dar sub presiunea otomanilor și Safevizilor a renunțat la acest pas. Ca urmare a războaielor dintre cele două țări Caucazul de Sud a fost guvernat de pe rând de diferite alte state. În secolul XVII Georgia a fost împarțită între otomani și Safevizi. Din această perioadă a început iranizarea statului Safevid de către Abbas I, a cărui mamă era persană.
Dinastia era de origine kurdă care a emigrat din Kurdistan la Ardabil.
1. ↑  Empires: Safavid and Qajar | Encyclopedia.com, www.encyclopedia.com